# Forest Hills (Tennessee)
Pour les articles homonymes, voir Forest Hills.
Forest Hills est une municipalité américaine située dans le comté de Davidson au Tennessee. Selon le recensement de 2010, elle compte 4 812 habitants. 

## Géographie
La municipalité de Forest Hills s'étend sur 9,22 milles carrés (23,88 km2). Elle fait partie de la proche banlieue de Nashville, la capitale de l'État.

## Histoire
Forest Hills reste une communauté rurale jusqu'aux années 1920 lorsque débute l'urbanisation en périphérie de Nashville, qui s’intensifie après la Seconde Guerre mondiale.
Pour maîtriser l'urbanisme et éviter une annexion par Nashville, certains habitants ont souhaité créer une municipalité. En novembre 1956, les électeurs votent de justesse (à 3 voix près) contre la création de la municipalité de Harpeth Hills. Le 15 février 1957, la municipalité de Forest Hills est créée en modifiant les frontières de la commune, pour en exclure les opposants à l'incorporation. Depuis, Forest Hills est une commune résidentielle où les règles d'urbanisme interdisent les locaux commerciaux et industriels, ainsi que les zones urbaines à fortes densités,.

## Démographie
Selon l'American Community Survey de 2018, la population de Forest Hills est plutôt âgée (avec un âge médian de 48,6 ans, supérieur de dix ans au pays) et très majoritairement blanche (94 %). Le revenu médian par foyer est de 197 875 dollars à Forest Hills, largement supérieur à celui du Tennessee (50,92 dollars) et des États-Unis (60 293 dollars). La ville connaît également un taux de pauvreté plus faible à 4,6 % (contre 15,3 % et 11,8 %),.